# 臺北駐日經濟文化代表處那霸分處
臺北駐日經濟文化代表處那霸分處（日语：／ Taipeicyuunichikeizaibunkadaihyousyonahabunsyo ?），亦稱駐那霸辦事處，是中華民國在日本冲绳县那霸市設立的領事館級外交代表机构。

## 沿革
中華民國駐沖繩的外交代表機構前身是美國統治琉球時期的中琉文化經濟協會。1972年琉球回歸日本後成立中琉文化經濟協會駐琉球辦事處。2006年5月，改名為臺北駐日經濟文化代表處駐琉球辦事處，繼承了中琉文化經濟協會驻琉球办事处外交代表機構地位。2007年2月，再改名為臺北駐日經濟文化代表處那霸分處。

## 歷任處長
| 任次 | 姓名   | 到任       | 離任       | 備註                     |
| ---- | ------ | ---------- | ---------- | ------------------------ |
| 1    | 李明宗 | 2007年4月  | 2011年1月  | 横滨分处处長             |
| 2    | 粘信士 | 2011年1月  | 2013年12月 | 横滨分处处长、札幌分处長 |
| 3    | 蘇啟誠 | 2013年12月 | 2018年7月  | 大阪办事处处長           |
| 4    | 范振國 | 2018年7月  | 2022年3月  | [ 8 ]                    |
| 5    | 王瑞豐 | 2022年3月  | （現職）   | [ 9 ]                    |